# Cannonball-Rennen

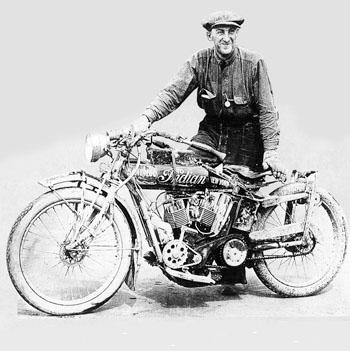
„Cannonball“ Baker nach einer Transkontinentalfahrt 1912

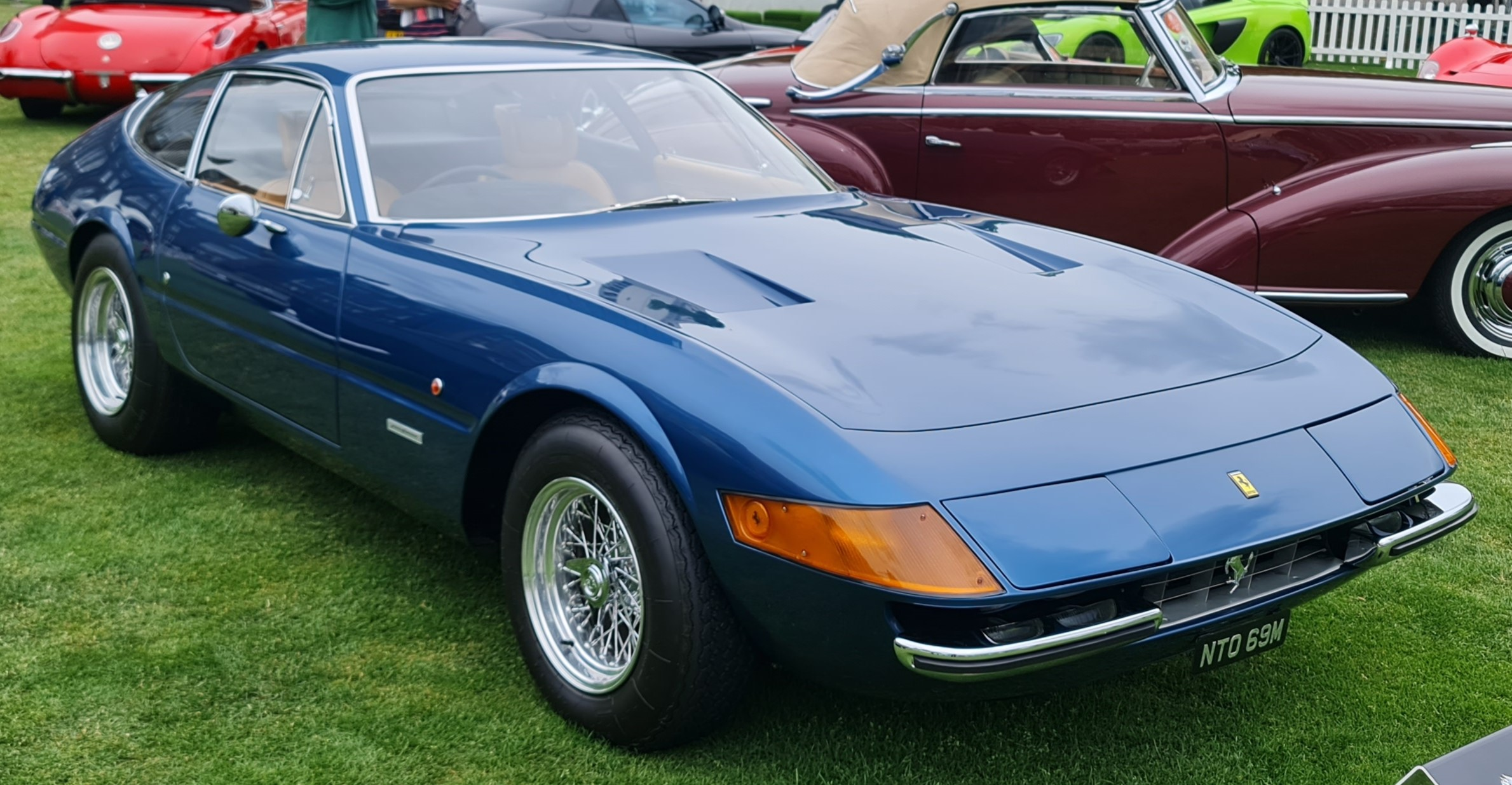
Wie das Siegerauto 1971: ein blauer Ferrari 365 GTB/4 Daytona

Die Cannonball-Rennen, mit augenzwinkerndem vollem Pomp Cannonball Baker Sea-to-Shining-Sea Memorial Trophy Dash, waren in den 1970er Jahren fünf von Journalist Brock Yates initiierte vornehmlich spaßorientierte schnelle Autowettfahrten quer durch die USA, die zu mehreren meist klamaukbetonten Verfilmungen führten. Sie sollten als Akt von zivilem Ungehorsam zudem aufzeigen was mit dem Stand der Automobiltechnik und des Straßennetzes möglich ist, gerade wenn in Politik und Medien ganz andere Behauptungen und Zielsetzungen dominieren.
Ein Pionier der nordamerikanischen Transkontinentalreisen, Erwin G. Baker (1882–1960), genannt „Cannonball“ wie der Schnellzug Cannonball Express, hatte von den 1910er bis 1930er Jahren die Fahrtzeiten mit Motorrad, PKW und Klein-LKW von über einer Woche auf gut zwei Tage verringert (53 Stunden) und dabei bereits 1928 den 20th Century Limited der Eisenbahn geschlagen; moderne ÖPNV-Verbindungen mit Bus-Etappen brauchen knapp drei Tage. Im Alltag der US-Langstreckenreisen dominierten lange Zeit Schnellzüge, die vom Flugzeug abgelöst wurden; schon in den 1960ern wurde Küste zu Küste vornehmlich im Düsenflieger gereist, in sechs Stunden, wobei am Ziel Taxi oder Mietwagen genommen wurde.
Der von Baker erzielte Schnitt von fast 100 km/h auf staubigen Landstraßen und durch Orte war schneller als einige Beschränkungen der Höchstgeschwindigkeit auf den seit den 1950ern gebauten Interstate-Autobahnen. Die „klassische“ Straßenroute zum Pazifik orientierte sich dabei im Westen weitgehend an der Route 66 ab Oklahoma, parallel dazu wurde die I-40 gebaut. Autojournalisten hatten im Mai 1971 die Strecke New York nach Los Angeles in einem Lieferwagen zurückgelegt und dafür weniger als 41 Stunden benötigt; dies sollte als Spaßveranstaltung unter Leitung von Brock Yates vom US-Magazin Car&Driver wiederholt werden, ohne Regelwerk abgesehen von Start, Ziel und kürzest möglicher Fahrtzeit.
Am ersten „Küste-zu-glitzernder-Küste-Sprint um den Cannonball-Baker-Gedächtnispokal“ im November 1971 nahmen acht Fahrzeuge Teil, darunter zwei Lieferwagen und ein Wohnmobil. Gestartet wurde in Manhattan, kurz nach Mitternacht und einzeln, um den Berufsverkehr der Ostküste und Aufsehen möglichst zu vermeiden. Yates selber und Rennfahrer Dan Gurney, ein Sieger in Formel 1 und Le Mans, kamen bereits nach anderthalb Tagen zur Mittagszeit an der Westküste an, 35 Stunden 54 Minuten mit Schnitt 130 km/h, wobei sie in Arizona aufgrund einer Lücke in der I-40 über Bergstraßen auf die I-10 wechselten. Ausgerechnet ihr Ferrari 365 GTB/4 Daytona, ein Gran Turismo, war am unauffälligsten und sparsamsten bewegt worden und hat bei neun Tankstopps nur 50 Minuten durch Standzeit verloren. Der launige Bericht wurde vorsichtshalber erst 1972 in der März-Ausgabe von „Car&Driver“ veröffentlicht. Es folgten einige weitere „offizielle“ Cannonball-Rennen, eine Ölkrise, und 1975 trat das kontrovers diskutierte landesweite Tempolimit von 88 km/h in Kraft. Bereits 1976 waren die ersten Filme mit Cannonball-Sujet in den Kinos. Nach weiterer Ölkrise, einer rückblickend als „malaise era“ bezeichneten Sinnkrise der US-Autoindustrie mit größtenteils von Abgasgiften und sehr gründlich von Leistung, Spaß und Stil gereinigten Produkten, wurde im fünften und letzten Cannonball 1979 dank inzwischen geschlossenen Autobahnlücken mit 32 Stunden 51 Minuten und einem Schnitt von 140 km/h der „ewige Rekord“ aufgestellt; mit einem Jaguar XJS war erneut ein europäischer Zwölfzylinder erfolgreich. Yates hat forthin seine Veranstaltungen auf geschlossene Rennstrecken verlegt und sich an Verfilmungen beteiligt.
Die Burt-Reynolds-Filme der frühen 1980er Jahre brachten einige Nachahmer auf den Plan, auch unverantwortliche gefährliche illegale Autorennen ähnlicher Art und auf anderen Kontinenten wurden veranstaltet. Ab 2006 wurde die Zeitenjagd wieder aufgenommen, mit modernen leistungsstarken aber sparsamen Fahrzeugen fast ausschließlich aus süddeutscher Produktion, mit Zusatztanks, Internet-Medienhype und „Videobeweis“. Von 31 Stunden und 145 km/h wurde der Rekord bis 2019 auf 27 Stunden gedrückt, wobei Standzeiten von unter 30 Minuten für Tankpausen eingelegt wurden. Auf Pandemie-bedingt leeren Straßen wurden 2020 auch Fahrten um oder unter 26 Stunden publiziert; deren Schnitte von deutlich über 170 zeigen sowohl Leistungsfähigkeit der Verbrennungsmotoren als auch Risikobereitschaft der Besatzungen.
Moderne Routenplaner geben für die Strecke New York über Oklahoma bis Los Angeles ca. 2800 Meilen (4500 km) und mit Verbrenner-PKW 42 Stunden Fahrzeit ohne Pausen an, Schnitt 110 km/h. Durch die Entwicklung der Elektromobilität wurde die Langstreckenfahrt, für die Studenten-Vehikel von Caltech und MIT 1968 noch fast neun Tage benötigten, eine erneute Herausforderung für Fahrzeug, Ladeinfrastruktur und Fahrtplanung, insbesondere die Wahl der optimalen Geschwindigkeit. Tesla selber hat bereits 2014 zur Demonstration von Tesla Model S und dem noch jungen Tesla Supercharger Netz eine deutlich längere Fahrtstrecke absolviert, 3427 Meilen (5515 km) von Los Angeles nach New York City; dabei wurden 60 Stunden gefahren und 16 Stunden geladen. Dies wurde seither um über 30 Stunden verbessert; im Jahr 2021 wurden Zeiten unter 43 Stunden erzielt, Schnitt ca. 105 km/h.

## Das Vorbild
Im Jahre 1914 machte in den USA ein Motorradfahrer namens Erwin George Baker Schlagzeilen, indem er das Land von Küste zu Küste in elf Tagen durchquerte und danach über „Wege wie frisch gepflügte Äcker“ berichtete. Im Zuge des aufkommenden Massenverkehrs wurden viele Straßen gebaut, und auch der Ruf nach einer durchgehenden Verbindung an die Westküste wurde laut, die durch die Gebirgskette der Rocky Mountains und durch Wüsten vom Rest des Landes getrennt war. Die Fortschritte in Technik und Straßenbau wurden auch durch über 100 Werbe- und Rekordfahrten von Baker dokumentiert, der u. a. gegen Schnellzüge antrat und alsbald unter dem Namen Cannonball bekannt war. Daneben nahm Baker auch an regulären Rennen teil, wie etwa 1922 am Indianapolis 500. Zudem war er einer der Gründer der Tourenwagen-Rennserie NASCAR.
Die wichtige Ost-West-Verbindung nach Los Angeles wurde dann im Jahre 1926 als Route 66 ausgewiesen. Im Jahre 1933 fuhr Erwin „Cannonball“ Baker u. a. auf dieser neuen Straße mit einem „Graham-Paige“ von New York nach Los Angeles in der Zeit von 53 Stunden, d. h. mit einem Schnitt von fast 100 km/h, obwohl die Strecke damals noch durch Ortschaften führte und nicht durchgehend asphaltiert war. Dieser „Rekord“ hatte ca. vier Jahrzehnte Bestand.

## Die „Rennen“
Anfang der 1970er Jahre war das Autobahnsystem der USA, die Interstate Highways, schon gut ausgebaut. Mit Einführung des Tempolimits von 55 mph bzw. 88 km/h wurde die Höchstgeschwindigkeit auf diesen Schnellstraßen auf einen niedrigeren Wert begrenzt, als Baker vor dem Krieg als mehrtägige Durchschnittsgeschwindigkeit unter wesentlich schlechteren Bedingungen erreichte.
Brock Yates, ein Redakteur des Auto-Magazins Car&Driver, war zusammen mit seinem Sohn sowie den Mitarbeitern Steve Smith und Jim Williams schon im Mai 1971 in 40 Stunden und 51 Minuten mit einem Dodge Sportsman Van quer durch das Land gefahren. Aus dem Magazin-Artikel darüber entwickelte sich die Idee, den Trip zusammen mit bzw. gegen diverse Bekannte zu wiederholen, als eine Mischung aus Freude am Autofahren und zivilem Ungehorsam gegen das Tempolimit.
Inspiriert durch Bakers frühere Fahrten und die Textzeile „von Küste zu schimmernder Küste“ aus der Hymne America the Beautiful starteten am 15. November 1971 kurz nach Mitternacht acht Fahrzeuge in New York zum ersten Cannonball Baker Sea-To-Shining-Sea Memorial Trophy Dash.
Das polnisch-stämmige Rennfahrer-Trio Koveleski/Adamowicz/Niemcek beanspruchte dabei die Pole Position für ihren mit 1128 Liter Sprit in Benzinfässern beladenen, 3,5 Tonnen schweren sowie mit Spezialreifen und einer Einrichtung zur Motorölnachfüllung während der Fahrt ausgerüsteten Chevrolet Sportvan. Weitere Fahrzeuge waren ein nagelneuer Cadillac DeVille, ein britischer MGB GT, ein 1969er AMX, zwei weitere Lieferwagen und sogar ein Travco-Wohnmobil. Als Favorit galt jedoch der Ferrari 365 GTB/4 Daytona mit Brock Yates und dem Ex-Formel-1-Rennfahrer Dan Gurney am Steuer. Der neue Cadillac kam nur zufällig zur Teilnahme – die drei am Rennen interessierten Amateure aus Cambridge (Massachusetts) verfügten über kein geeignetes Fahrzeug und übernahmen den Auftrag eines Geschäftsmanns, das neue Auto von New York nach Los Angeles zu überführen. Der Auftrag lautete: nur tagsüber zu fahren und keinesfalls schneller als 120 km/h. „Getunt“ wurde das Fahrzeug mit einem am Rückspiegel befestigten Radarwarner.
Durch den nächtlichen Start konnten die Teilnehmer dem Berufsverkehr an der Ostküste entgehen und andererseits tagsüber in Los Angeles eintreffen. Als Erster kam nach 4.628 km und 35 Stunden und 54 Minuten tatsächlich der Ferrari an. Der Schnitt, auch ohne die Pausen von insgesamt einer guten Stunde, entsprach dabei der deutschen Autobahn-Richtgeschwindigkeit von 130 km/h. Zudem hatte der 12-Zylinder-Ferrari den geringsten Verbrauch mit 19 Litern pro 100 km. Das polnische Rennfahrertrio, dem letztendlich 220 Liter Sprit fehlten und das einmal nachtanken musste (sieben Minuten Zeitverlust), brauchte 53 Minuten mehr. Noch neun Minuten mehr brauchte der Cadillac. Er fuhr zwar mit 136 km/h schneller und wurde somit der Geschwindigkeitssieger, stand aber aufgrund des höheren Verbrauchs auch fünfzehnmal an Tankstellen und hatte damit sechs Tankstops mehr als der Ferrari. Zu seinem Zeitverlust durch Stops von über drei Stunden dürften aber eher die fünf „Probleme“ mit der Polizei (gegenüber dem einen der Sieger und keinem der Polen) beigetragen haben.
Auch fünf andere Teams schafften es unter 40 Stunden. Nur der britische MG erlitt nach etwa 1000 km einen Defekt, während das Wohnmobil über zwei Tage benötigte und zudem mit verschütteter Lasagne auch den einzigen „Unfall“ zu verzeichnen hatte.
Der zugehörige, humorvolle Bericht wurde erst Monate später im März 1972 veröffentlicht.
Das „Rennen“ wurde ein Jahr später wiederholt sowie nach der Ölkrise von 1973 nochmal im April der Jahre 1975 und 1979 durchgeführt. Als „ewiger Rekord“ galten, nicht zuletzt dank inzwischen geschlossener Autobahnlücken, letztendlich die 32 Stunden und 51 Minuten, die ein Jaguar XJS mit einem Schnitt von 140 km/h 1979 unterwegs war. Dieser Rekord wurde aber schon 1983 mit einem Ferrari 308 auf 32 Stunden und 7 Minuten verbessert, wird aber in vielen Quellen nicht aufgeführt, weil er beim US Express Run aufgestellt wurde.
Der „ewige Rekord“ wurde im Oktober 2006 dann doch noch geknackt. Alex Roy und sein Copilot Dave Maher schafften die Strecke mit einem BMW M5 in 31 Stunden und 4 Minuten. Das entspricht einem Schnitt von ca. 145 km/h.
2013 wurde von Ed Bolian zusammen mit seinen Beifahrern David Black und Dan Huang in einem Mercedes CL 55 AMG die Bestzeit von 28 Stunden und 50 Minuten aufgestellt.
2019 wurde der Rekord mit 27 Stunden und 25 Minuten auf einem umgebauten Mercedes-AMG E 63 (Baujahr 2015) gebrochen. Die Crew bestand aus Fahrer Arne Toman, Beifahrer und Co-Pilot Doug Tabbutt sowie der Navigator und Spotter Berkeley Chadwick.
Die Situation der durch die Corona-Krise substantiell leereren Straßen in den USA löste eine Serie von Versuchen aus, den Rekord erneut zu brechen. Am 4. April 2020 gelang dies auf einem Audi A8 L mit bislang unbekannten Fahrern und einer Fahrzeit von 26 Stunden und 38 Minuten.
Im August 2020 wurde bekannt, dass das Team aus den vorigen Rekordhaltern Toman und Tabbutt, dieses Mal mit Dunadel Daryoush als Spotter, auch diese Zeit erneut unterboten hatten: In einem Audi S6 erreichten sie das Ziel nach 25 Stunden und 39 Minuten, die Fahrt selbst hatte allerdings schon im Mai 2020 stattgefunden. Das Fahrzeug war mit Klebefolien modifiziert worden, um einem Ford Taurus Police Interceptor ähnlich zu sehen, außerdem wurde im Kofferraum ein Zusatztank installiert.

## Die Filme
Spätestens durch einen Bericht im Time-Magazin wurde Cannonball bei einer breiten amerikanischen Öffentlichkeit zum umstrittenen Begriff. Später kam eine Serie von Filmen dazu, unter anderem:
- Die verrückteste Rallye der Welt (The Gumball Rally; 1976),[11] mit Raúl Juliá, Gary Busey u. a.
- Cannonball (Cannonball; 1976)[12], mit David Carradine u. a.
- Auf dem Highway ist die Hölle los (The Cannonball Run; 1981)[13], mit Burt Reynolds, Dean Martin, Sammy Davis jr., Roger Moore, Jackie Chan, Peter Fonda, Farrah Fawcett u. a.
- Auf dem Highway ist wieder die Hölle los (Cannonball Run II; 1984)[14], mit Burt Reynolds, Dean Martin, Sammy Davis jr., Shirley MacLaine, Telly Savalas u. a.
- Cannonball Fieber – Auf dem Highway geht’s erst richtig los (Speed Zone!; 1989)[15], mit John Candy, Brooke Shields u. a.